# Јагњедовец
Јагњедовец је насељено место у саставу града Копривнице у Копривничко-крижевачкој жупанији, Република Хрватска.

## Историја
До територијалне реорганизације у Хрватској налазио се у саставу старе општине Копривница.

## Становништво
На попису становништва 2011. године, Јагњедовец је имао 344 становника.

## Попис1991.
На попису становништва 1991. године, насељено место Јагњедовец је имало 352 становника, следећег националног састава:
| Попис 1991.‍ | Попис 1991.‍ | Попис 1991.‍ | Попис 1991.‍ | Попис 1991.‍ |
| ----------- | ----------- | ----------- | ----------- | ----------- |
|             |             |             |             |             |
| Хрвати      | Хрвати      |             | 343         | 97,44%      |
| Срби        | Срби        |             | 1           | 0,28%       |
| непознато   | непознато   |             | 8           | 2,27%       |
| укупно: 352 |             |             |             |             |